# San-Pédro (Elfenbenskysten)
|  | Sammenskrivningsforslag Artiklen San-Pédro (Elfenbenskysten) er foreslået føjet ind i San Pédro. (Siden april 2025) Diskutér forslaget |

San-Pédro er en by i det sydvestlige Elfenbenskysten. Den har  landets næststørste havn og er sæde for Bas-Sassandra-distriktet og San-Pédro-regionen. Den er også en kommune og sæde for og et subpræfektur i San-Pédro departmentet. I folketællingen 2014 havde byen en befolkning på 164.944 mennesker,  og var  dermed den sjettestørste by i landet. Byen betjenes af San Pédro Lufthavn.
Nordvest for byen ligger nationalparken Taï,  som er opført på UNESCOs verdensarvsliste, og kendt som et af de sidste hjemsteder for dværgflodhest.

## Økonomi
Siden 1960'erne har fiskeriet udviklet sig, og  er en vigtig industri, mens byen er kendt for sit natteliv og sine strande.

## Demografi
I 2021 var befolkningen i sub-præfekturet San-Pédro 390.654 hvoraf 164.944 bor i selve byen.

## Byer og landsbyer
De 28 landsbyer i subpræfekturet San-Pédro og deres befolkning i 2014 er: 
1. Baba (8.336)
2. Digboué (138)
3. Dimoulé (1.068)
4. Djiro-Gnépahio/Campement Bernard (3.563)
5. Grand-Gabo (116)
6. Kablaké 1 (471)
7. Kablaké 2 (468)
8. Klou (220)
9. Petit-Gabo (240)
10. Petit-Pédro (2.711)
11. Pont-Bascule (914)
12. Poro (932)
13. San-Pedro (164.944)
14. Taki (1.502)
15. Digboué-Klou (211)
16. Djahio (1.996)
17. Doulayéko (1.957)
18. Goréké (873)
19. Kounouko (7.885)
20. Kpotè (7.037)
21. Krémoué (1.587)
22. Madié (830)
23. Magné (1.059)
24. Mapri (1.204)
25. Marikro (3.481)
26. Monogaga (511)
27. Moussadougou (16.344)
28. Podio (1.553)
29. Pont-Brimé (3.449)
30. Popoko (2.382)
31. Taboké (2.865)
32. Watté (20.769)